# Sällskapsresan (filmserie)
Sällskapsresan är namn eller undertitel till ett antal svenska filmer av eller med stark koppling till Lasse Åberg och hans rollfigur Stig-Helmer Olsson. Serien föregicks av Åbergs film Repmånad, där Åberg spelar en annan men likartad huvudroll i ett vimmel av brokiga bikaraktärer.

## Filmer
- Sällskapsresan I - eller, Finns det Svenskt kaffe på grisfesten (1980)
- Sällskapsresan II – Snowroller (1985)
- Sällskapsresan III – SOS – En segelsällskapsresa (1988)
- Sällskapsresan IV – Den ofrivillige golfaren (1991)
- Sällskapsresan V – Hälsoresan, En smal film av stor vikt (1999)
- Sällskapsresan VI – The Stig-Helmer Story (2011)

## Återkommande rollfigurer

### Stig-Helmer Olsson
Stig-Helmer Olsson är en blyg och tillbakadragen brödrostkontrollant som dras ut på olika äventyr av sin norske kompis Ole Bramserud. I varje film träffar han en tjej som han förälskar sig i, för att i början av följande film vara ensam igen. I SOS – en segelsällskapsresa förstår Ole varför Lotta lämnade Stig-Helmer och hans mamma (Stig-Helmer är nämligen väldigt mammakär). Mamman oroar sig ständigt för Stig-Helmer och kan inte förstå varför han ska åka på hälsohem, till Alperna, ut på sjön och så vidare.
Stig-Helmer är född i Birkastan i Stockholm, men har sitt hjärta på Söder – och han syns också ofta med någon form av Hammarbypryl, så som pin, klistermärke eller nallebjörn med Hammarbys klubbmärke på.
I Sällskapsresan nämns det att Stig-Helmer är född den 3 juli 1940, men i den senare Hälsoresan – En smal film av stor vikt har hans födelsedag ändrats till 5 maj (Lasse Åbergs födelsedag). I filmen The Stig-Helmer Story har han dock återigen fått tillbaka sitt ursprungliga födelsedatum.
Stig-Helmer är till det yttre ganska gammalmodig och förstår inte varför han inte kan använda farbror Julles golfklubbor och annat arvegods. I Den ofrivillige golfaren blir han tagen för att vara britt på grund av sin gammalmodiga klädstil. Stig-Helmers utseende karaktäriseras av att han har en virvel i håret med en uppstående hårkrok samt mustasch och ett par bruna runda glasögon.
I filmen SOS – en segelsällskapsresa har Stig-Helmer en cirka sex år gammal son, Karl-Helmer Olsson. Hans mamma är den ovan nämnda Lotta, kvinnan som Stig-Helmer träffade i filmen Sällskapsresan 2 – Snowroller.
Julen 2011 hade filmen The Stig-Helmer Story biopremiär. Den handlar om Stig-Helmer Olssons uppväxt. Här är många karaktärsdrag betonade, som sammantaget pekar ut en utpräglad Asperger-personlighet, vilket uppmärksammats i "Asperger-världen".

#### Namnet
Rollfiguren Olsson delar förnamn med Lasse Åbergs morbror Stig-Helmer Jansson. Åberg tillbringade sommarlov hos honom under 1940-talet.

### Ole Bramserud
Ole Bramserud är norrman och Stig-Helmer Olssons teknikintresserade, prylgalna och lojale kompis, som ofta drar ut honom på alla resorna. Lasse Åberg har sagt i en intervju att Ole är själva motorn i filmerna, som driver på den passive Stig-Helmer. De träffades för första gången på Arlanda i den första Sällskapsresanfilmen och fick sitta bredvid varandra på flygresan till Gran Canaria. På grund av överbokning fick de dela rum på hotellet, och denna korta tid tillsammans lade grunden för en lång vänskap. Ole har alltid med sig nya tekniska prylar på resorna, till exempel i Den ofrivillige golfaren när han har med sig en "peg-borr" till golfbanan. Ole är en hurtig och energisk kille och driver från och med tredje filmen ett eget företag som kallas Bramserud Advertising, där han håller på med affischer och reklamfilmer åt företag. Ole träffar liksom Stig-Helmer en ny tjej i varje film som han blir tillsammans med och börjar sedan om som singel igen i nästa film.